# Thomas Traherne
Thomas Traherne, född 1636 eller 1637 i Hereford, England, död 27 september 1674 i Teddington, Middlesex, var en engelsk präst, teolog, andlig lyriker och författare av meditativ prosa.

## Biografi
Traherne utbildades på Hereford Cathedral School och studerade på Brasenose College vid Oxfords universitet, där han tog sin studentexamen 1656. Fem år senare uppnådde han graden av Master of Arts och tog en teologie kandidatexamen 1669.
År 1657 installerades han som rektor vid Mariakyrkan i Credenhill nära Hereford.  Han utsågs till posten vid av kommissionen för gillande av publika präster även om han, vid tidpunkten, inte var en ordinerad präst. Traherne arbetade i detta uppdraget i tio år även om han inte var förordnad präst förrän efter monarkins återupprättande och återinsättandet av kungen Charles II. Han förordnades på Launton nära Bicester av Robert Skinner (1591-1670), biskopen av Oxford, den 20 oktober 1660.
År 1667 blev Traherne privat kaplan till Sir Orlando Bridgeman, 1st Baronet av Great Lever, Lord Keeper till kung Charles II, på Teddington i Middlesex. Traherne dog av smittkoppor i Bridgemans hus i Teddington den 27 september 1674 och begravdes i Mariakyrkan, Teddington, den 10 oktober.
Traherne ihågkommes i några anglikanska kyrkors kalendrar med en minnesdag, vars datum varierar från medlemskyrka till medlemskyrka,   antingen den 27 september eller den 10 oktober.

## Författarskap
Den intensiva, vetenskapliga andligheten i Trahernes skrifter har lett till att han firas i vissa delar av den Anglikanska nattvardsgången den 10 oktober (årsdagen av hans begravning 1674).
Arbetet som Traherne är mest känd för idag är Centuries of Meditations, en samling korta stycken där han reflekterar över kristet liv och kyrkoarbete, filosofi, lycka, lust och barndom. Detta publicerades första gången 1908 efter att ha blivit återupptäckt i manuskript tio år tidigare. Hans poesi publicerades också första gången 1903 och 1910 (poetiska verk av Thomas Traherne, BD och Poems of Felicity). Bland hans prosaverk kan mämnas Roman Forgeries (1673), Christian Ethics (1675), och A Serious and Patheticall Contemplation of the Mercies of God (1699).
Trahernes poesi är ofta förknippad med de metafysiska poeterna, trots att hans poesi var okänd under två århundraden efter hans död. Hans manuskript fanns i de privata arkiven hos Skippsfamiljen Ledbury, Herefordshire, till 1888. På vintern 1896-1897, upptäcktes två handskrivna volymer som innehåller hans dikter och meditationer av en slump, då de var till salu i ett bokstånd på en gatumarknad. Dikterna troddes ursprungligen vara ett verk av Trahernes samtida Henry Vaughan (1621-1695). Genom efterforskning uppdagades emellertid hans identitet och hans arbeten kunde publiceras under hans namn.
Trahernes skrifter utforskar ofta den heliga skapelsen och vad han uppfattade som sin intima relation till Gud. Hans texter förmedlar en ivrig, nästan naiv kärlek till Gud, och jämförs med liknande teman i verk av senare poeter som William Blake, Walt Whitman, och Gerard Manley Hopkins. Hans kärlek till naturen uttrycks ofta i hans verk genom en behandling av naturen som frammanar romantiken två århundraden innan den romantiska rörelsen.
I likhet med sin samtida, Thomas Ken, bidrog Traherne till att återställa vördnaden för Jungfru Maria i anglikanska kyrkor, och hans hymn på detta tema har ingått i anglikanska antologier under 1900-talet.